# La Motte-Picquet – Grenelle (stanice metra v Paříži)

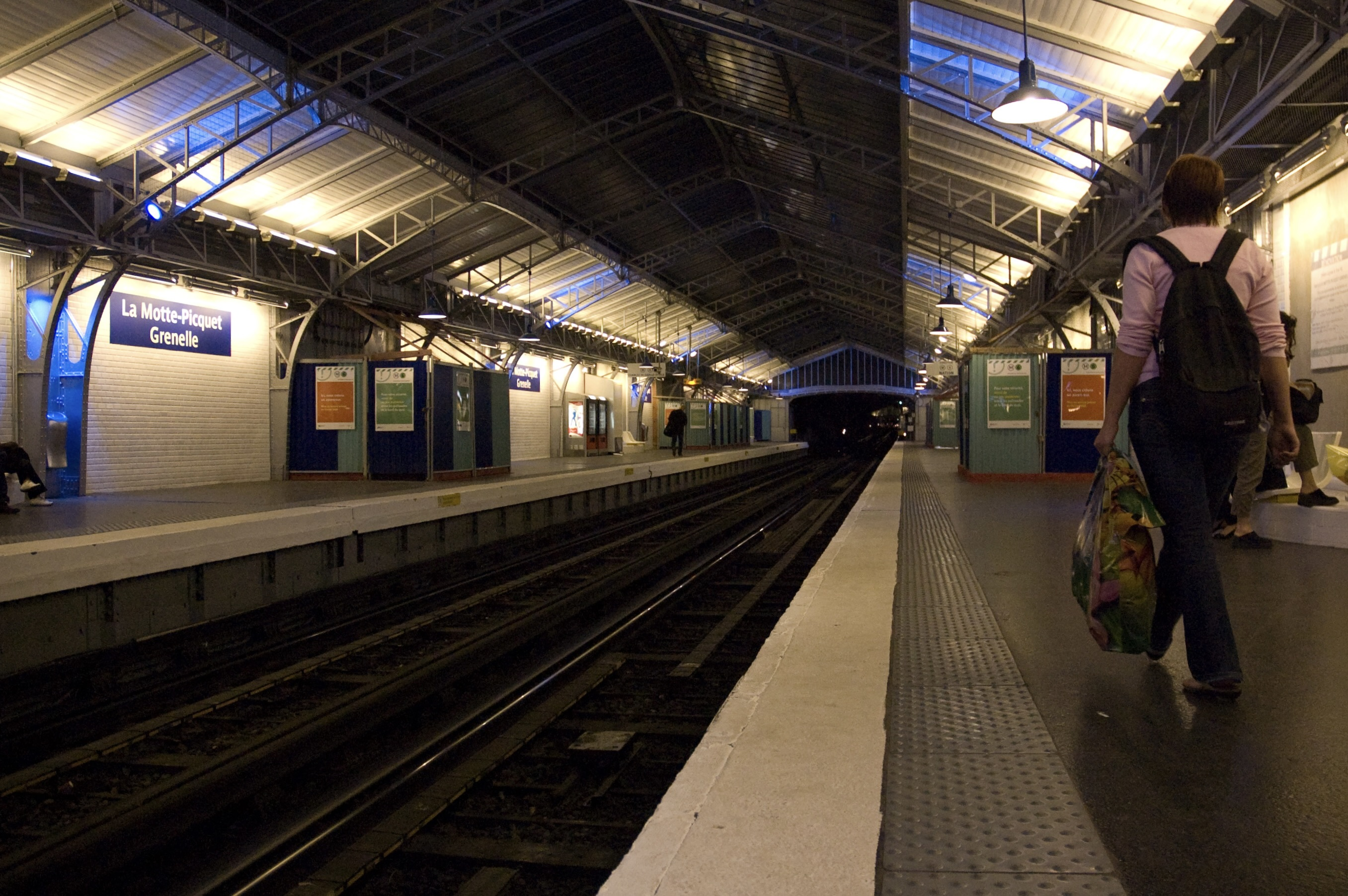
Nástupiště linky 6

La Motte-Picquet – Grenelle je přestupní stanice pařížského metra mezi linkami 6, 8 a 10 v 15. obvodu v Paříži. Nachází se na křižovatce ulic Boulevard de Grenelle, Avenue La Motte-Picquet a Rue du Commerce. Linka 6 zde vede po viaduktu, zbývající linky jsou v podzemí.

## Historie

Změny v linkách v roce 1937

Stanice byla otevřena 24. dubna 1906 jako součást úseku Passy ↔ Place d'Italie. V roce 1903 se oddělil od linky 1 úsek počínaje stanicí Étoile a vznikla nová linka 2 Sud (2 Jih), též nazývána Circulaire Sud (Jižní okruh). Tato linka byla právě 24. dubna 1906 rozšířena od stanice Passy po Place d'Italie. 14. října 1907 byla linka 2 Sud zrušena a připojená k lince 5. Dne 12. října 1942 byla stanice La Motte-Picquet – Grenelle, respektive část Étoile ↔ Place d'Italie opět odpojena od linky 5 a spojena s linkou 6, která tak získala dnešní podobu.

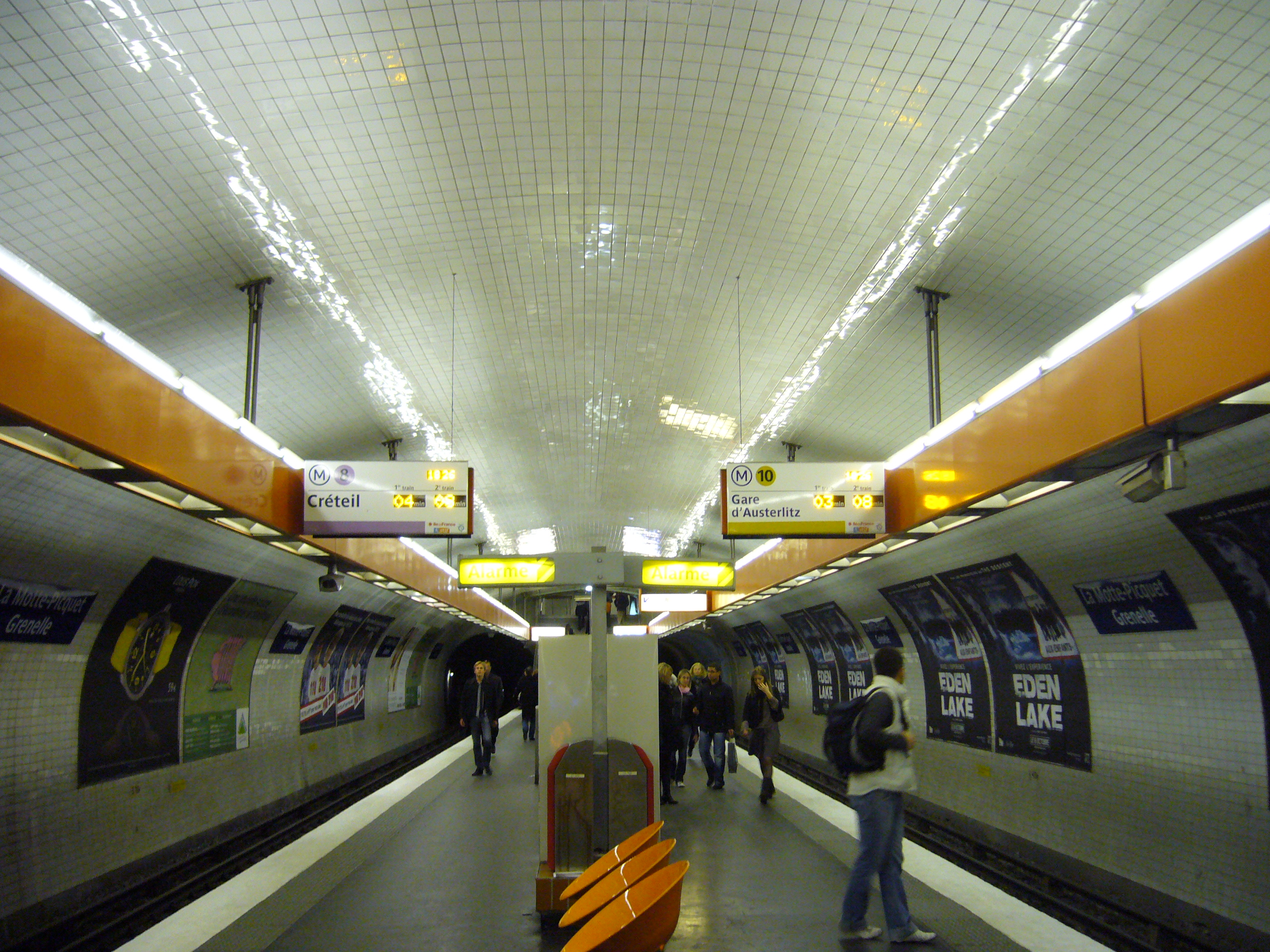
Společné nástupiště linek 8 a 10

Plány na rozšíření linky 8 z roku 1910 počítaly s vytvořením dvou větví (obdobně jako u linky 7) na okraji města ve stanici Grenelle. Jedna větev měla vést do Porte d'Auteuil (dnes linka 10) a druhá větev měla končit ve stanici Balard. Linka 8 a s ní stanice Grenelle byla zprovozněna 13. července 1913 v úseku Opéra ↔ Beaugrenelle (dnes stanice Charles Michels na lince 10). Stanice La Motte-Picquet – Grenelle byla kvůli plánované odbočce do stanice Balard postavena od počátku jako tříkolejná. Jelikož je ulice Rue du Commerce široká jen 12 metrů, byla kolejiště postavena ve dvou podlažích. Navíc nástupiště linek 8 a 10 nemají kvůli pozdějším úpravám sítě metra koleje pro oba směry proti sobě. Horní nástupiště slouží lince 8 ve směru Créteil – Préfecture a lince 10 ve směru Gare d'Austerlitz a dolní nástupiště pro opačné směry.
Linka 8 do této stanice byla zprovozněna 27. července 1937. Tento den ovšem došlo na jihu Paříže ke strukturálním změnám v několika linkách metra. Do stanice La Motte-Picquet – Grenelle byl zároveň prodloužen úsek linky 10 ze stanice Duroc a k této části se připojila část dosavadní linky 8 La Motte-Picquet – Grenelle ↔ Porte d'Auteuil, čímž linka 10 dostala dnešní tvar. Linka 8 se proto navzdory původním plánům v této stanici nerozvětvuje, ale pokračuje vertikálním směrem.

## Název
Původní název stanice zněl La Motte-Picquet podle Avenue La Motte-Picquet Admirál Toussaint-Guillaume Picquet de la Motte (1720–1791) bojoval v americké válce za nezávislost. Proto jsou také přestupní chodby zdobené několika erby této šlechtické rodiny.
V listopadu 1913 po rozšíření stanice bylo její jméno upraveno do dnešní podoby. Jeho druhá část je odvozena z názvu Boulevardu de Grenelle podle města Grenelle, které bylo připojeno k Paříži v roce 1860.

## Vstupy
Stanice má několik vchodů a východů:
- Rue du Commerce
- Boulevard de Grenelle
- Avenue de la Motte-Picquet
- Rue de Pondichéry
- Avenue de Suffren

## Zajímavosti v okolí
- École militaire – vojenská akademie založená v roce 1750, její budova pochází z roku 1760, studoval zde mj. i Napoleon Bonaparte. Škola dodnes poskytuje vysokoškolské vojenské vzdělání.
- Village suisse – bývalá napodobenina švýcarské vesnice postavená v roce 1900 při světové výstavě